# Skynda till Jesus, Frälsaren kär
Skynda till Jesus, Frälsaren kär är en psalm med text och musik från 1870 av George Frederick Root. Psalmen översattes 1875 till svenska av Erik Nyström och 1984 bearbetades texten av Catharina Broomé. Vid en publicering 1882 för söndagsskolesånger fick utgivaren inte tillstånd från förläggaren till Sankeys sånger att använda en samtida översättning utan angav att texten var "avvikande från den allmänt begagnade". Texten i "Sånger till Lammets lof 1877" och "Svensk söndagsskolsångbok 1908" var ordagrant lika.
Roots tonsättning används också till psalmen Salig för intet.

## Publicerad i
- Sånger till Lammets lof 1877 som nr 1 med titeln "Skynda till Jesus" och referens till Psaltaren 66:1.
- Stockholms söndagsskolförenings sångbok 1882 som nr 40 under rubriken "Sånger af allmänt innehåll".
- Sionstoner 1889 som nr 143 angiven källa "Sankeys sånger" och titeln "Skynda till Jesus, tveka ej mer" under rubriken "Sånger om frälsningen. Bättring och bot."
- Herde-Rösten 1892 som nr 136 under rubriken "Inbjudning:" Författaren ej angiven.
- Svensk söndagsskolsångbok 1908 som nr 108 under rubriken "Inbjudningssånger".
- Lilla Psalmisten 1909 som nr 55 med inledningen Skynda till Jesus, tveka ej mer, under rubriken "Frälsningen".
- Svensk söndagsskolsångbok 1929 som nr 102 under rubriken "Inbjudningssånger".
- Frälsningsarméns sångbok 1929 som nr 93 under rubriken "Frälsningssånger - Inbjudning".
- Sionstoner 1935 som nr 625 under rubriken "Ungdom".
- Guds lov 1935 som nr 546 under rubriken "Barnsånger".
- Sions Sånger 1951 nr 180.
- Frälsningsarméns sångbok 1968 som nr 88 under rubriken "Frälsning".
- Sions Sånger 1981 nr 76 under rubriken "Nådekallelsen".
- Den svenska psalmboken 1986 som nr 221 under rubriken "Att leva av tro".
- Lova Herren 1988 som nr 758 under rubriken "Barn och ungdom".
- Sångboken 1998 som nr 114